# ليه بينيت
ليه بينيت (بالإنجليزية: Les Bennett)‏ (10 يناير 1918 في المملكة المتحدة - 29 أبريل 1999 في المملكة المتحدة) هو لاعب كرة قدم بريطاني في مركز مهاجم داخلي. لعب مع توتنهام هوتسبير ووست هام يونايتد وF.C. Clacton ‏ ونادي رومفورد ‏.